# Épithélium (axe)
L'épithélium est une couche de l'axe composée de cellules dérivé de l'ectoderme.

## Description anatomique
Il se compose de deux types de cellules : les corticocytes (cellules qui produisent l'axe) et les desmocytes (cellules de maintien).